# Anne Valenti-de Montet
Anne Valenti-de Montet – oft als Anne de Montet erwähnt – (* 20. November 1912 in Vevey; † 2. Januar 2009 in Mendrisio) war eine Schweizer Fotografin und Dichterin.

## Leben
Anne de Montet wurde in Vevey als Tochter des Psychiaters Charles Albert Eduard de Montet und dessen Ehefrau Anne de Montet-Burckhardt, die unter anderem die Präsidentin des Bundes Schweizerischer Frauenvereine war, geboren und wuchs zusammen mit drei Geschwistern auf. Ihre schulische Ausbildung in Lausanne brach sie im Alter von 17 Jahren ab, um in Paris bei Roger Bissière an der Académie Ranson Unterricht in Malerei zu nehmen. Ab 1930 studierte sie in Berlin Fotografie.
Nach der Rückkehr in die Schweiz begann sie in Zürich als Fotografin zu arbeiten. Sie war in erster Ehe mit dem Schweizer Anwalt und Kunsthändler Wladimir Rosenbaum verheiratet, mit dem zusammen sie zu Beginn des Zweiten Weltkriegs in der Casa Serodine in der Altstadt von Ascona im Kanton Tessin Wohnsitz nahm. Die Ehe mit Wladimir Rosenbaum wurde nach wenigen Jahren geschieden. 1942 gründete Anna de-Montet in Locarno zusammen mit dem deutschen Bildhauer und Fotografen Werner Graeff eine Fotofachschule, um Kriegsflüchtlingen den Wiedereinstieg in das Berufsleben zu ermöglichen. Von ihr aufgenommene Porträtfotografien befinden sich in den Nachlässen verschiedener Personen in öffentlichen Archiven der Schweiz.
Zu Beginn der 1950er Jahre besuchte Anne de Montet den Zeichenunterricht beim italienischen Kunstmaler Italo Valenti (1912–1995), den sie 1967 heiratete. Sie gehörte zum Umkreis einiger Künstler, die sich in der Nachkriegszeit in Ascona und Locarno aufhielten wie zum Beispiel Jean Arp, Hans Richter und Julius Bissier, und machte auch die Bekanntschaft mit den italienischen Schriftstellern Eugenio Montale und Piero Chiara. Sie begann eine Tätigkeit als Autorin in französischer Sprache. Ein Teil ihrer Gedichte wurde von Mantero Fried vertont. 2009 starb Anne de Montet in Mendrisio.

## Werke
- zusammen mit Werner Graeff und P. A. Müller: Kamera und Auge. Basel 1942.
- mit Italo Valenti: Les Magiciennes. Verlag Giulio Topi. Lugano 1983.
- Les fraises à la crème fouettée. Mendrisio 1992.
- zusammen mit Elena Pontiggia: Italo Valenti. Éloge de la légerté. Verlag Pagine d’Arte. 2010.
- La Traversée. Poesie 1965–2006. Verlag Alla chiara fonte. Lugano 2022.